# Río Coig
El Coig (o Coyle) (pronunciado ˈkoiɣ) es un río de la provincia de Santa Cruz en la Patagonia Argentina.
Las nacientes del Coig, se encuentran en las estribaciones septentrionales del cordón Chica, en cercanías de la laguna Esperanza. Escurre en sentido oeste-este, atravesando el departamento Güer Aike, en la provincia de Santa Cruz para finalmente desembocar en la caleta Coig, de la bahía Grande al norte de la ciudad de Río Gallegos.
El río recibe aportes de numerosos cursos de agua tales como los arroyos Vizcachas, Barrancas Blancas, Pelque, el arroyo del cañadón Corpen Aike y el denominado Brazo Sur del Coig, curso que surge también en el cordón Chica y corre a la par Coig hasta desembocar en él aguas abajo de la localidad de Las Horquetas.
Se destaca su gran longitud y escasa profundidad, lo que lo hace poco apto para la navegación.